# Lisa Brennauer
Lisa Brennauer, född 8 juni 1988 i Kempten, är en inte längre aktiv tysk tävlingscyclist som tävlade i bancykling och landsvägscykling. Hon blev efter karriären tränare vid Bund Deutscher Radfahrer.
Brennauer blev flera gånger världsmästare och hon deltog vid olympiska sommarspelen 2016 samt 2020. Året 2020 vann hon en guldmedalj i lagförföljelse. Hon deltog 2020 och 2021 i Giro d'Italia samt 2022 i Tour de France Femmes.